# Хибридна война
Хибридна война (на английски: hybrid warfare, от hybrid — „кръстоска“, следователно още и „кръстосана война“) е термин който се появява в края на 20 век в САЩ за означение на нестандартна военна стратегия, инкорпорираща в себе си бойни действия, диверсия и кибервойна. 

## Понятие
Традиционно хибридната война се свежда до информационна война, но не само .
Хибридната война не се обявява официално и не се води (поне не се признава) от регламентирани играчи (държави), а специалните служби на държавите използват неконвенционални средства - инфилтрация в информационната среда на други държави, подклаждане на паника, финансиране на нарочно създадени политически субекти с цел промяна на външнополитическата линия на набелязаните противници и войната не се „печели“, или поне не в традиционния смисъл на думата. Частичното прилагане на подобни т.нар. хибридни тактики не е ново явление. Масовото им прилагане нараства след края на Студената война, когато в повечето случаи воденето на агресивна традиционна конвенционална война води до нежелани разсейки и последствия за нападащата държава или коалиция (както със сформираната „коалиция на желаещите“). 

## Най-нови измерения
През 2015 г. Русия и НАТО взаимно се обвиняват в провеждането на хибридна война в контекста на гражданския конфликт в Украйна, присъединяването на Крим към Русия и най-вече гражданската война в Сирия, където с пряката намеса на руски въоръжени сили е изтласкана ИДИЛ от по-голямата част от сирийската територия. 
Според директора на руския военен университет хибридната война включва кибервойна, сценарии на асиметрични конфликти с ниска интензивност, глобален тероризъм, пиратство, незаконна миграция (Европейска мигрантска криза), корупция, етнически и религиозни конфликти, демографски предизвикателства, транснационална организирана престъпност, проблеми на глобализацията и разпространение на оръжия за масово унищожаване. В отговор на хибридната заплаха Русия създава „Национален център за управление на отбраната“ през 2014 г. като качествено нов инструмент за мониторинг, всестранен анализ и оперативно въздействие на възможните заплахи за националната сигурност. 
В Република България Росен Плевнелиев заявява, че Русия води хибридна война срещу България, за което Бойко Борисов казва пред медиите, че не е такъв ястреб (за себе си). 